# Avenida Borges de Medeiros

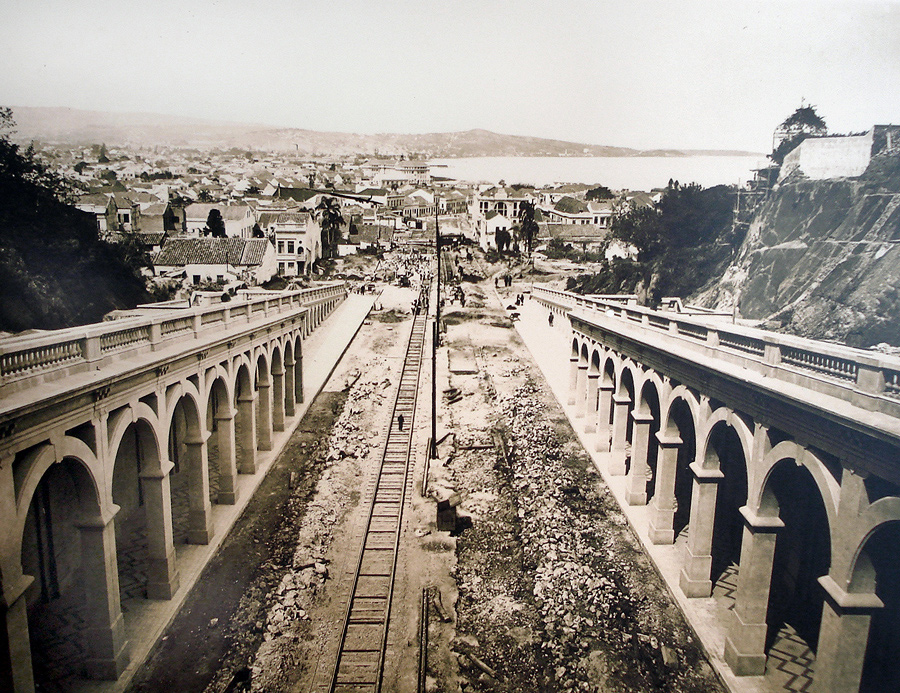
Apertura de la avenida y construcción del Viaducto Otávio Rocha

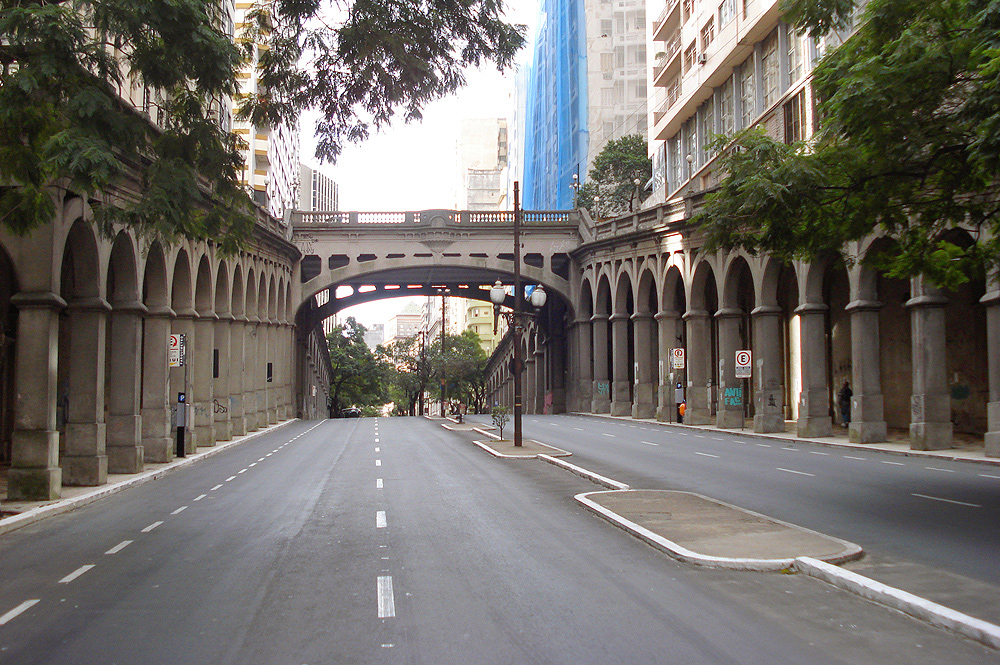
Viaducto Otávio Rocha

La Avenida Borges de Medeiros es una importante avenida de la ciudad de Porto Alegre, Brasil. Es uno de los principales ejes viales de la ciudad y alberga puntos de referencia como el Viaducto Otávio Rocha y el Cine Theatro Capitólio, entre otros. En su confluencia con la rúa da Praia, forma la Esquina Democrática, punto de encuentro habitual de mítines y manifestaciones populares de diversa índole.
Los orígenes de su trazado son antiguos. Las actas del Municipio de 1830 ya mencionan un camino, el Beco do Poço, que unía las actuales rúa Riachuelo y Rua Duque de Caxias. A mediados de siglo ya contaba con dos prolongaciones, una que iba de Riachuelo a la rúa General Andrade Neves, llamada Beco do Freitas, y otra que iba más allá de la Duque de Caxias, llamada Beco do Meireles.
El 30 de octubre de 1871, el Municipio unificó los tres nombres denominando a toda la vía Rúa General Paranhos. La calle atravesaba una gran elevación y tenía una fuerte pendiente, lo que dificultaba la circulación. Sin embargo, al estar situada en una zona céntrica, ya en la década de 1890 se proyectaban mejoras en su trazado y urbanización. En 1894 se ensanchó un tramo y en 1914 se realizaron otras obras.
Durante el gobierno del Intendente Otávio Rocha, la solución al problema de circulación de la calle se tornó prioritaria, pues se pretendía convertirla en un importante enlace entre el Centro Histórico y el barrio Menino Deus. Así, en torno a 1925, comenzaron los planes y las obras de una de las intervenciones urbanas más importantes de la ciudad a principios del siglo XX. Su trazado se amplió a 1.050 metros y el vano se ensanchó a 21 metros, lo que exigió la expropiación de una gran extensión de terreno y la demolición de numerosos edificios antiguos. En 1927, el coste total de la obra se estimó en 14.000 contos de réis, una enorme suma muy por encima de las posibilidades del presupuesto municipal.
Debido a la magnitud de la obra y a su elevado coste, los trabajos se prolongarían durante décadas. En 1928 se inició un importante proyecto, la creación de un viaducto para permitir el paso de la avenida por debajo de la Rua Duque de Caxias, dando lugar a un importante hito arquitectónico, el Viaducto Otávio Rocha, diseñado por Manoel Barbosa Assumpção Itaqui y Duilio Bernardi, con esculturas de Alfred Adloff, terminado en 1932 y declarado como patrimonio histórico en 1988. 
En 1935 se completó el tramo entre la rúa da Praia y la Plaza Montevideo. En la década de 1940 comenzó la ampliación de la zona de Praia de Belas, y al mismo tiempo sus alrededores comenzaron a poblarse de espigas, incluyendo algunos edificios de interés arquitectónico, como el Edificio Sulacap, el Edificio Sul América, el Edificio União y el Edificio Vera Cruz. Con la finalización del terraplén de Praia de Belas, la avenida pudo prolongarse hasta su actual término en la Avenida Padre Cacique.